# Oživené hroby
Oživené hroby je nejznámější román Karla Sabiny vycházející z vlastních zkušeností z olomoucké věznice. Vyšel roku 1870.

## Děj
Ironický román, se silnými autobiografickými prvky, děj vlastně nic nežene dopředu, na začátku zmíněný plán útěku se neuskuteční, ani pokus o útěk nenastane. Političtí vězňové, kteří chtěli změnit společnost, nyní o revoluci jen planě hovoří. Vězňové – Slav (Čech, do kterého se stylizoval Sabina), Hon (Maďar), Forti (více než sedmdesátiletý Ital, který bojoval i pro Napoleona a byl už několikrát vězněn), Bianchi, Asti a Benedikt Schauberk (doktor filozofie, jediný z nich je ve vězení jen na rok a navíc „jen“ za hloupé opilecké řeči a ne z politických důvodů). Tito vězňové spolu často rozmlouvají o svých životních osudech, o svobodě a revoluci. Po svých předchůdcích „zdědili“ tajnou komůrku, do které si ukrývají knihy, dopisy a jiné cennosti. Pomocí uplácení profóse je jejich život za mřížemi snesitelnější. Starý velitel věznice umírá, s příchodem nového velitele umírá i naděje na amnestii, místo domů se stěhují do jižního křídla objektu.